# Isla Isabel
La Isla Isabel es una isla del océano Pacífico, perteneciente al municipio de Santiago Ixcuintla, Nayarit. Su posición geográfica es: 21º52'30" N y 105º54'54" W.

## Historia
El capitán Abel Aubert Dupetit-Thouars, tocó la isla en 1836.
Por decreto federal publicado en el Diario Oficial de la Federación el 8 de diciembre de 1980, se declaró como parque nacional, administrado por la Universidad Nacional Autónoma de México y el Instituto Nacional de Ecología. En el 2000, pasó a ser área natural protegida.

## Geografía
La Isla Isabel es de origen volcánico, con una altitud máxima de 140 m s. n. m., se localiza a 70 km de San Blas, Nayarit.
Tiene una superficie de 1.94 km².La Latitud es:21.85

## Demografía
Existe presencia temporal de investigadores, pescadores y turistas. Alberga una localidad denominada: Campamento Isla Isabel.

## Biodiversidad
De acuerdo al Sistema Nacional de Información sobre Biodiversidad de la Comisión Nacional para el Conocimiento y Uso de la Biodiversidad (CONABIO) en el Parque Nacional Isla Isabel habitan más de 220 especies de plantas y animales de las cuales 20 se encuentra dentro de alguna categoría de riesgo de la Norma Oficial Mexicana NOM-059  y 17 son exóticas.